# Carlton-on-Trent
Carlton-on-Trent is een civil parish in het bestuurlijke gebied Newark and Sherwood, in het Engelse graafschap Nottinghamshire met 229 inwoners.